# Henryk Reyman
Pour les articles homonymes, voir Reymann.
Henryk Tomasz Reyman, né le 28 juillet 1897 à Cracovie et mort le 11 avril 1963 à Cracovie, était un footballeur polonais. Il était attaquant. Lieutenant-colonel de l'armée polonaise, il a combattu durant la Première Guerre mondiale, la Guerre russo-polonaise de 1920 et lors des Insurrections de Silésie.

## Carrière
De 1910 à 1933, Henryk Reyman a connu un seul club : le Wisła Cracovie. 
Il a participé aux Jeux olympiques de Paris en 1924, mais n'a pas réussi à passer le tour préliminaire.
Il a été membre honoraire de la PZPN, puis Président d'Honneur du club cracovien. Son nom a été donné à l'une des rues de Cracovie, située à côté du stade. Depuis le 23 janvier 2008, le stade du Wisła porte son nom.

## Palmarès
- Champion de Pologne : 1927 et 1928
- Meilleur buteur du championnat : 1925 (11 buts) et 1927 (37 buts)

## Records
- 37 buts marqués en une saison : 1927
- Cinq buts inscrits lors de la première journée de championnat : 1927